# Claudio Daniel
Claudio Daniel (São Paulo, 1962), pseudônimo de Claudio Alexandre de Barros Teixeira, é um poeta e escritor brasileiro.   

## Carreira
Formado em Jornalismo pela Faculdade de Comunicação Social Cásper Líbero, cursou o mestrado e o doutorado em Literatura Portuguesa na Universidade de São Paulo (USP) e concluiu o pós-doutorado em Teoria Literária pela Universidade Federal de Minas Gerais (UFMG). Foi diretor adjunto da Casa das Rosas, Espaço Haroldo de Campos de Poesia e Literatura, curador de Literatura e Poesia no Centro Cultural São Paulo e colunista da revista CULT.[carece de fontes?]
Seu livro de estréia, Sutra, foi publicado em 1992, época em que o autor trabalhava como revisor do jornal Diário Popular. Nessa época, suas leituras poéticas incluíam autores latino-americanos como Olivério Girondo, Vicente Huidobro e César Vallejo, além de João Cabral de Melo Neto e da Poesia Concreta.[carece de fontes?]
O autor organizou eventos internacionais de poesia, como o "Kantoluanda, Poetas Angolanos em São Paulo", realizado na Casa das Rosas em setembro/2006, "Tordesilhas, Festival Ibero-Americano de Poesia Contemporânea", promovido pela Caixa Econômica Cultural, em São Paulo, em 2007, e o II Festival Tordesilhas, Poetas de Língua Portuguesa", realizado na Casa Fernando Pessoa, em Lisboa, 2010.[carece de fontes?]
Na internet, edita o blog Cantar a Pele de Lontra (http://cantarapeledelontra.blogspot.com) e a Zunái, Revista de Poesia e Debates (www.zunai.com.br). Atualmente, ministra cursos online de poesia e literatura no "Laboratório de Criação Poética".[carece de fontes?]

## Vida pessoal
Vive em São Paulo com sua esposa Scheila Sodré e a enteada Alexia Bibi.[carece de fontes?]

## Obras
- Sutra (1992),
- Yumê (Ciência do Acidente, 1999),
- A Sombra do Leopardo (Azougue Editorial, 2001, prêmio Redescoberta da Literatura Brasileira, oferecido pela revista CULT)[carece de fontes?]
- Figuras Metálicas (Perspectiva, 2005),
- Escrito em Osso (2008),
- Fera Bifronte (2009, que recebeu premiação da Funarte), [carece de fontes?]
- Letra Negra (2010),
- Cores para Cegos (2012),
- Livro de orikis (2015),
- Esqueletos do nunca (2015),
- Cadernos bestiais (2018),
- Portão 7 (2018),
- Romanceiro de Dona Virgo (2004),
- Na Virada do Século, Poesia de Invenção no Brasil (Landy, 2002), em parceria com Frederico Barbosa.

Tradução
- Jardim de Camaleões, A Poesia Neobarroca na América Latina (2004),
- coletâneas de autores como o cubano José Kozer, o dominicano Leon Félix Batista, o argentino-peruano Reynaldo Jiménez e os uruguaios Víctor Sosa e Eduardo Milán. No campo do ensaio e da teoria literária, publicou os livros "A estética do labirinto -- barroco e modernidade em Ana Hatherly" (2011) e "Pensando a poesia brasileira" (2018).

Antologias
- Pindorama, 30 Poetas de Brasil, com organização e tradução de Reynaldo Jiménez (in revista Tsé Tsé n. 7/8,Buenos Aires, 2001),
- New Brasilian and American Poetry, organizada por Flávia Rocha e Edwin Torres (in revista Rattapallax, n. 9, New York, 2003),
- Cetrería, Once Poetas de Brasil, organizada e traduzida por Ricardo Alberto Pérez (Ed. Casa de Letras, Havana, 2003),
- "Antologia comentada da poesia brasileira do século XXI", organizada por Manuel da Costa Pinto (Publifolha, São Paulo, 2006)
- "Novos Olhos sobre a Poesia: Brazilian Poetry Journals of the 21st Century", organizada por Raymond Bianchi (Aufgabe, Journal of Poetry, Number 6, Spring 2007, Berkeley, CA, Estados Unidos).

Tem ainda colaborado em diversos jornais e revistas literárias, no Brasil e no exterior, como a Folha de S. Paulo, Suplemento Literário de Minas Gerais, CULT, Coyote, Et Cetera, Crítica (México), Tsé Tsé (Argentina), Serta (Espanha), Docks a Lire (França) e Hispanic Poetry Review (EUA).[carece de fontes?]